# Milán-Turín 2025
La 106.ª edición de la clásica ciclista Milán-Turín fue una carrera en Italia que se celebró el 19 de marzo de 2025 sobre un recorrido de 174 kilómetros con inicio en la localidad de Rho y final en la ciudad de Turín.
La carrera formó parte del UCI ProSeries 2025, calendario ciclístico mundial de la segunda división, dentro de la categoría UCI 1.Pro. El vencedor fue el mexicano Isaac Del Toro del UAE Emirates XRG, quien estuvo acompañado en el podio el británico Ben Tulett del Visma | Lease a Bike y el noruego Tobias Halland Johannessen del Uno-X Mobility, segundo y tercer clasificado respectivamente.

## Equipos participantes
Tomaron parte en la carrera 19 equipos: 7 de categoría UCI WorldTeam invitados por la organización, 10 de categoría UCI ProTeam y 2 de categoría Continental. Formaron así un pelotón de 130 ciclistas de los cuales terminaron 123. Los equipos participantes fueron:
| WorldTeams (6)- EF Education-EasyPost - Intermarché-Wanty - Movistar Team - Team Picnic-PostNL - UAE Team Emirates XRG - XDS Astana Team ProTeams (11)- Equipo Kern Pharma - Israel-Premier Tech - Q36.5 Pro Cycling Team - Solution Tech-Vini Fantini - Team Polti VisitMalta - Tudor Pro Cycling Team - Team TotalEnergies - Unibet Tietema Rockets - Uno-X Mobility - VF Group-Bardiani CSF-Faizanè - Wagner Bazin WB Equipos continentales (2)- JCL Team Ukyo - MBH Bank Ballan CSB |
| |

## Clasificación final
- La clasificación finalizó de la siguiente forma:[4]

| \| Clasificación general \| Clasificación general \| Clasificación general \| Clasificación general \| Clasificación general \| \| Ciclista \| Ciclista \| Equipo \| Tiempo \| \| \| --------------------- \| -------------------------- \| -------------------------- \| --------------------- \| --------------------- \| \| 1.º \| Isaac Del Toro \| UAE Team Emirates XRG \| 3 h 56 min 49 s \| \| \| 2.º \| Ben Tulett \| Team Visma \\| Lease a Bike \| + 1 s \| \| \| 3.º \| Tobias Halland Johannessen \| Uno-X Mobility \| + 9 s \| \| \| 4.º \| Adam Yates \| UAE Team Emirates XRG \| + 24 s \| \| \| 5.º \| Einer Rubio \| Movistar Team \| + 27 s \| \| \| 6.º \| Anders Halland Johannessen \| Uno-X Mobility \| + 34 s \| \| \| 7.º \| Jefferson Cepeda \| Movistar Team \| + 37 s \| \| \| 8.º \| Lorenzo Fortunato \| XDS Astana Team \| + 38 s \| \| \| 9.º \| Harold Martín López \| XDS Astana Team \| + 40 s \| \| \| 10.º \| Michael Storer \| Tudor Pro Cycling Team \| + 41 s \| \| |                            |                            |                 |
| |                            |                            |                 |
| |                            |                            |                 |
| Clasificación general |                            |                            |                 |
| Ciclista | Ciclista                   | Equipo                     | Tiempo          |
| 1.º | Isaac Del Toro             | UAE Team Emirates XRG      | 3 h 56 min 49 s |
| 2.º | Ben Tulett                 | Team Visma \| Lease a Bike | + 1 s           |
| 3.º | Tobias Halland Johannessen | Uno-X Mobility             | + 9 s           |
| 4.º | Adam Yates                 | UAE Team Emirates XRG      | + 24 s          |
| 5.º | Einer Rubio                | Movistar Team              | + 27 s          |
| 6.º | Anders Halland Johannessen | Uno-X Mobility             | + 34 s          |
| 7.º | Jefferson Cepeda           | Movistar Team              | + 37 s          |
| 8.º | Lorenzo Fortunato          | XDS Astana Team            | + 38 s          |
| 9.º | Harold Martín López        | XDS Astana Team            | + 40 s          |
| 10.º | Michael Storer             | Tudor Pro Cycling Team     | + 41 s          |

## Ciclistas participantes y posiciones finales
Convenciones:
- AB-N: Abandono en la etapa N
- FLT-N: Retiro por llegada fuera del límite de tiempo en la etapa N
- NTS-N: No tomó la salida para la etapa N
- DES-N: Descalificado o expulsado en la etapa N

## UCI World Ranking
La Milán-Turín otorgó puntos para el UCI World Ranking para corredores de los equipos en las categorías UCI WorldTeam, UCI ProTeam y Continental. Las siguientes tablas son el baremo de puntuación y los diez corredores que obtuvieron más puntos:
| Posición              | 1.º | 2.º | 3.º | 4.º | 5.º | 6.º | 7.º | 8.º | 9.º | 10.º | 11.º | 12.º | 13.º | 14.º | 15.º | 16.º-30.º | 31.º-40.º |
| Clasificación general | 200 | 150 | 125 | 100 | 85  | 70  | 60  | 50  | 40  | 35   | 30   | 25   | 20   | 15   | 10   | 5         | 3         |

| Clasificación |                            |                       |         |
| Posición      | Ciclista                   | Equipo                | General |
| ------------- | -------------------------- | --------------------- | ------- |
| 1.º           | Isaac Del Toro             | UAE Emirates XRG      | 200     |
| 2.º           | Ben Tulett                 | Visma \| Lease a Bike | 150     |
| 3.º           | Tobias Halland Johannessen | Uno-X Mobility        | 125     |
| 4.º           | Adam Yates                 | UAE Emirates XRG      | 100     |
| 5.º           | Einer Rubio                | Movistar              | 85      |
| 6.º           | Anders Halland Johannessen | Uno-X Mobility        | 70      |
| 7.º           | Alexander Cepeda           | EF Education-EasyPost | 60      |
| 8.º           | Lorenzo Fortunato          | XDS Astana            | 50      |
| 9.º           | Harold Martín López        | XDS Astana            | 40      |
| 10.º          | Michael Storer             | Tudor                 | 35      |